# Jakob Salzmann
Jakob Salzmann, auch Jacobus Salandronius (* 1484 in Marbach im Rheintal; † Oktober oder November 1526 in Chur) war ein Schweizer Pädagoge und Wegbereiter der Reformation in Chur.

## Leben

### Werdegang
Er studierte von 1504 bis 1509 an der Universität Basel und promovierte 1506 zum Baccalaureus und 1509 zum Magister Artium ab; er lernte während des Studiums Huldrych Zwingli kennen, und ebenso Leo Jud, mit dem er später ebenfalls korrespondierte.
Während des Studiums unterrichtete er bereits als Lehrer an der Lateinschule St. Theodorschule (heute: Gymnasium am Münsterplatz) in Basel; seine Schüler waren unter anderem der spätere Wiener Reichsvizekanzler Jakob von Jonas, der Reformator Johannes Döring und der Jurist, Humanist und Komponist Bonifacius Amerbach. Er wurde auch in das Haus Amerbach eingeladen und lernte den Bruder, Bruno Amerbach (1484–1519), kennen, mit dem er sich später noch oft austauschte.
Vermutlich studierte er auch in Wien; für diesen Umstand spricht, dass er auch Joachim Vadian als seinen Lehrer bezeichnet und jedenfalls schon vor dessen Rückkehr nach St. Gallen mit diesem bekannt war.
1511 wurde er Schulmeister an der Kathedralschule Auf dem Hof in Chur, wo Geistliche und Laien aus der Stadt Chur unterrichtet wurden. 1524 verliess er die Kathedralsschule, um an der neugegründeten Stadtschule in Chur als Leiter und Stadtschulmeister zu lehren.
Er starb 1526 mit seiner gesamten Familie an der Pest.

### Reformatorisches Wirken
Jakob Salzmann war aufgrund seiner Tätigkeit an der Kathedralschule zunächst mit Bischof Paul Ziegler und dem Abt von St. Luzi, Theodul Schlegel, der 1529 wegen Hochverrat hingerichtet wurde, befreundet.
In Chur bekannte er sich seit 1517, also seit Martin Luthers Thesenanschlag, zum deutschen Ketzer, verteidigte denselben, wo es ging und verbreitete dessen Schriften in Chur; er führte auch einen regen Briefwechsel mit Huldrych Zwingli und Joachim Vadian.
Zusammen mit Johannes Comander, der 1523 als Stadtpfarrer an die Hauptkirche St. Martin in Chur berufen wurde, war Jakob Salzmann ein Hauptförderer der Reformation in Chur.

### Religionsgespräch vom 7. bis 9. Januar 1526 in Ilanz
Jakob Salzmann nahm vom 7. bis 9. Januar 1526 am Religionsgespräch zwischen Anhängern und Gegnern der Reformation in Ilanz teil. Die katholische Partei wurde angeführt vom Bischöflichen Generalvikar Peter Speyser, genannt Johann Fabri, dem Weihbischof Paul Ziegler und dem Abt von St. Luzi, Theodul Schlegel. Die wichtigsten Exponenten der Reformierten waren Johannes Comander, Johannes Pontisella, Vater von Johannes Pontisella der Ältere, Johannes Blasius und Philipp Gallicius; auch zwei Abgeordnete aus Zürich nahmen teil. Zwei Assessoren aus jedem Bund beaufsichtigten die Disputation. Bei dieser und auch bei späteren Disputationen forderten die Reformierten, dass nur auf der Grundlage der Bibel diskutiert werden solle.
Johannes Comander legte ein Papier mit 18 Thesen vor und die Reformierten argumentieren gewandter und mit besserer Bibelkenntnis und konnten so ihre Sache verteidigen und propagieren. Die Diskussion blieb zwar offen. Die Klage der bischöflichen Partei wurde vom Bundestag nicht weiter verfolgt.
Das Religionsgespräch führte zum zweiten Ilanzer Artikel, der die Rechte der katholischen Kirche und des Bischofs stark beschnitt, und der Reformation zum Durchbruch verhalf. Während der Religionsgespräche übernahm Jakob Salzmann die Aufzeichnungen, nachdem Sebastian Hofmeister ausgeschlossen worden war.